# سپاه دوم (ایالات متحده آمریکا)
سپاه دوم (انگلیسی: II Corps)، بخشی از ارتش ایالات متحده و نیرویی فعال در هر دو جنگ جهانی اول و جنگ جهانی دوم بود. این ارتش به عنوان شاخه مبارزه در جبهه غرب در طول جنگ جهانی اول بود و همچنین اولین نیروهای آمریکایی پیشتاز در شمال آفریقا و اروپا در طول جنگ جهانی دوم به شمار می‌رفت.